# نارشینو، چیبا
نارشینو، چیبا از شهرهای استان چیبا ژاپن است که جمعیت آن در ۱ ژانویه ۲۰۰۸۱۵۹٬۷۵۸ نفر بوده‌است.